# Iñaki Zabala Goiburu
Iñaki Zabala Goiburu (Hernani, 15 d'agost de 1970) és un exfutbolista basc que ocupava la posició de defensa.

## Trajectòria
Va debutar a primera divisió amb la Reial Societat a la temporada 92/93, jugant un encontre. Durant les dues següents temporades va formar part del planter donostiarra, però sent inèdit. Posteriorment, va militar en altres equips, com el FC Andorra.